# 946
946 (CMXLVI) je bilo navadno leto, ki se je po julijanskem koledarju začelo na četrtek.

## Dogodki
- 1. januar

## Rojstva
Neznan datum
- Al-Mukaddasi, arabski geograf palestinskega porekla († 991)
- Oton-Henrik, burgundski vojvoda († 1002)

## Smrti
Neznan datum
- Tabit Ibrahim, arabski matematik (* 908)